# Asien-Ozeanien-Meisterschaften im Judo 2021
Die Asien-Ozeanien-Meisterschaften im Judo 2021 fanden vom 6. bis 9. April 2021 in Bischkek, Kirgisistan statt. 182 Athleten aus 29 Nationen nahmen daran teil.

## Ergebnisse

### Männer
| Gewichtsklasse                 | Gold               | Silber                 | Bronze                                |
| ------------------------------ | ------------------ | ---------------------- | ------------------------------------- |
| Superleichtgewicht (bis 60 kg) | Naohisa Takato     | Yang Yung-wei          | Lee Ha-rim Kubanytschbek Aibek Uulu   |
| Halbleichtgewicht (bis 66 kg)  | Sardor Nurillaev   | An Ba-ul               | Kim Lim-hwan Jeldos Schumaqanow       |
| Leichtgewicht (bis 73 kg)      | An Chang-rim       | Somon Mahmadbekow      | Victor Scvortov Qing Daga             |
| Halbmittelgewicht (bis 81 kg)  | Wladimir Solojew   | Lee Moon-jin           | Sharofiddin Boltaboyev Saeid Mollaei  |
| Mittelgewicht (bis 90 kg)      | Davlat Bobonov     | Shoichiro Mukai        | Gwak Dong-han Komronschoh Ustopirijon |
| Halbschwergewicht (bis 100 kg) | Aaron Wolf         | Muhammadkarim Xurramov | Muzaffarbek Turoboyev Erihemubatu     |
| Schwergewicht (über 100 kg)    | Hisayoshi Harasawa | Kim Min-jong           | Kim Sung-min Temur Rahimow            |

### Frauen
| Gewichtsklasse                 | Gold                | Silber              | Bronze                                     |
| ------------------------------ | ------------------- | ------------------- | ------------------------------------------ |
| Superleichtgewicht (bis 48 kg) | Li Yanan            | Abiba Abuschakinowa | Lin Chen-hao Gulnur Muratbaeva             |
| Halbleichtgewicht (bis 52 kg)  | Park Da-sol         | Diyora Keldiyorova  | Sita Kadamboeva Hsu Lin-hsuan              |
| Leichtgewicht (bis 57 kg)      | Lu Tongjuan         | Kim Ji-su           | Sewara Nischanbajewa Nilufar Ermaganbetova |
| Halbmittelgewicht (bis 63 kg)  | Han Hee-ju          | Katharina Haecker   | Cho Mok-hee Yang Junxia                    |
| Mittelgewicht (bis 70 kg)      | Gulnoza Matniyazova | Kim Seong-yeon      | Aoife Coughlan Sun Xiaoqian                |
| Halbschwergewicht (bis 78 kg)  | Yoon Hyun-ji        | Ma Zhenzhao         | Lee Jeong-yun Chen Fei                     |
| Schwergewicht (über 78 kg)     | Xu Shiyan           | Wang Yan            | Han Mi-jin Kim Ha-yun                      |

## Medaillenspiegel
| Platz | Nation                       | Gold | Silber | Bronze | Gesamt |
| ----- | ---------------------------- | ---- | ------ | ------ | ------ |
| 1.    | Südkorea                     | 4    | 5      | 8      | 17     |
| 2.    | Usbekistan                   | 3    | 2      | 5      | 10     |
| 2.    | Volksrepublik China          | 3    | 2      | 5      | 10     |
| 4.    | Japan                        | 3    | 1      | –      | 4      |
| 5.    | Kirgisistan                  | 1    | –      | 1      | 2      |
| 6.    | Chinesisch Taipeh            | –    | 1      | 2      | 3      |
| 6.    | Kasachstan                   | –    | 1      | 2      | 3      |
| 6.    | Tadschikistan                | –    | 1      | 2      | 3      |
| 9.    | Australien                   | –    | 1      | 1      | 2      |
| 10.   | Mongolei                     | –    | –      | 1      | 1      |
| 10.   | Vereinigte Arabische Emirate | –    | –      | 1      | 1      |